# Timotei
Timotei (рус. Тимотей) — торговая марка шампуней, принадлежащая компании Unilever. 

## Описание
Шампунь Timotei был разработан в Швеции в 1975 году. Официально торговая марка Timotei была основана в 1983 году в Финляндии. Название Timotei произошло от финского слова timotei, обозначающего дикую траву под названием тимоти.
В некоторых странах шампунь Timotei продавался только в течение короткого периода времени. Слоган шампуня: «Настолько мягкий, что вы можете мыть голову так часто, как захотите» (англ. So mild you can wash your hair as often as you like).
В начале 1990-х годов рок-группа Nelson была насмешливо прозвана «близнецами Timotei» британским журналом Kerrang! за их светлые волосы до пояса. В эпизоде «Parade» снятого в 1990-е годы комедийного телесериала BBC «Bottom» Ричи (Рик Мэйолл) пытается поболтать с барменшей (Джулия Савалия), спрашивая её, пользуется ли она шампунем Timotei.
Timotei также был показан в 6 эпизоде японского аниме Lucky Star. Персонаж Коната Идзуми в шутку делает отсылку к японской рекламе Timotei и разочарован замешательством своих друзей, вопреки реакции Юи.
В 6 эпизоде сериала BBC «Dead Boss» главная героиня Хелен упоминает о том, что в тюрьме её насиловали бутылкой Timotei.
В России Timotei начал свою деятельность в 1995 году. В 2003 году в ассортимент вошли бальзамы-ополаскиватели и гели для душа. В феврале 2010 года был проведён ребрендинг.